# Борша-Крестая
Борша-Крестая (рум. Borșa-Crestaia) — село у повіті Клуж в Румунії. Входить до складу комуни Борша.
Село розташоване на відстані 334 км на північний захід від Бухареста, 14 км на північ від Клуж-Напоки.